# Micheal Ward
Micheal Ward, född 18 november 1997 i Spanish Town, Jamaica, är en brittisk-jamaicansk skådespelare.
Ward har bland annat medverkat i TV-serien Top Boy. Han har även medverkat i filmerna The Book of Clarence och The Beautiful Game.

## Filmografi (i urval)
- 2013–2022 – Top Boy (TV-serie)
- 2022 – Empire of Light
- 2023 – The Book of Clarence
- 2024 – The Beautiful Game